# 倘甸镇
倘甸镇是中国云南省昆明市寻甸回族彝族自治县下辖的一个建制镇，实际上隶属于昆明倘甸产业园区轿子山旅游开发区。2017年12月，正式签订移交协议。

## 行政区划
倘甸镇共辖12个行政村，分别是：
马街村、鲁嘎村、碑庄村、新华村、白章村、海子村、新平村、德著村、竹园村、虎街村、骂秧村、计施宽村。